# Santa Ana (canton de Manabí)
Pour les articles homonymes, voir Santa Ana.
Santa Ana est un canton d'Équateur situé dans la province de Manabí.